# پاتریک توماسی
پاتریک توماسی (انگلیسی: Patrick Twumasi؛ زادهٔ ۹ مهٔ ۱۹۹۴) بازیکن فوتبال اهل غنا است که در پست وینگر راست برای باشگاه پافوس قبرس بازی می‌کند.
وی همچنین در تیم ملی فوتبال غنا بازی کرده‌است.